# Can Comes (Lliça d'Amunt)
Can Comes és una masia de Lliçà d'Amunt inclosa en l'Inventari del Patrimoni Arquitectònic de Catalunya.

## Descripció
Can Comes és una masia complexa que s'ha anat configurant al llarg dels segles. El nucli primitiu d'aquesta masia era un antic mas-torre, construcció molt típica entre els segles xii i xiii, i que ara queda a la part posterior.
La torre és de planta quadrada, i sobresurt per damunt de les cobertes dels cossos que s'hi ha afegit al llarg dels segles. La coberta és a quatre vessants de teula. Els murs són de paredat. Les obertures originàries eren les petites espitlleres que es conserven en diversos punts dels murs. Les grans finestres es van obrir tardanament. A banda i banda de la torre, hi ha adossats dos cossos de carener paral·lel a la façana.
L'edifici principal del segle xvi és el que s'entén per masia clàssica: és de carener perpendicular i coberta a dos vessants iguals. El vessant de l'esquerra sembla més curta per l'adossament d'un cos perpendicular en època posterior. Consta de planta baixa, pis i golfes. La porta principal és d'arc de mig punt fet amb dovelles molt ben tallades. Les finestres del pis són gòtiques, d'arc conopial amb l'interior lobulat i motius florals a les impostes. Les obertures de la resta de la casa són de llinda plana sense decorar de nova construcció.
Tot el conjunt d'edificacions de can Comes estava protegit per un barri, abans situat al costat de ponent i ara traslladat al costat de migdia, que tanca amb una galeria d'arcades oberta l'era per un costat i per l'altre amb una antiga cort amb espitlleres. Al costat est de l'era hi ha la masoveria. És un edifici de planta rectangular amb nombrosos contraforts a la façana.

## Història
Documentada des del segle xiii, l'any 1253 Simó de Llor va vendre el mas Ubach a Guillem Comes i els seus, juntament amb un molí. D'aquesta manera, sembla que en el període medieval es va consolidar un patrimoni important en mans de la família Comes. A causa de la mort sense descendència de l'hereu del mas, Francesc Comes, l'any 1433 el batlle de la baronia de Montbui va vendre l'heretat a Pere Sabater, pagès de Santa Eulàlia de Ronçana.
En Sabater el va deixar a la seva filla Margarida, la qual es va casar amb Joan Taxeu, des d'aleshores anomenat Comes. Així es va iniciar una nova nissaga que va portar aquest nom. Al llarg del segle xvi, la família Comes va prosperar econòmicament i van estroncar amb altres famílies destacades, especialment pel matrimoni que es va produir entre Antic Comes i Margarida Ros, pubilla del mas Ros de Lliçà d'Amunt. D'aquesta manera el patrimoni es va ampliar notablement. Joan Comes i Ros, fill hereu d'Antic i Margarida, va rebre una gran propietat que va transmetre a la seva filla Maria Comes. L'Esmentada Maria es va casar amb Rafael Casanova i Solà, descendent d'una família benestant de Moià i personatge destacat d'aquest lloc. Des d'aleshores, la família Casanova va posseir diversos béns a Lliçà: can Comes i el Molí d'en Comes i can Ros.
La masia es va aixecar l'any 1608, tal com ens indica una data gravada a la llinda. A la casa apareixen altres dates gravades que ens situen tot el conjunt a principis del segle xvii. Actualment, serveix de segona residència i tenen cura de la casa els masovers.

## Situació
Masia situada al pla de Lliçà d'Amunt, molt a prop del riu Tenes.